# 누린내풀
누린내풀(Tripora divaricata)은 한국 중부 이남의 산이나 들에 나는 여러해살이풀이다. 전체에 짧은 털이 있고, 키는 1m 정도이다. 고약한 냄새를 풍기고, 줄기는 네모지며, 밀생한다. 잎은 마주난다. 잎자루가 있고, 넓은 난형, 길이 8-13cm, 폭 4-8cm, 끝이 뾰족하고, 가장자리에 톱니가 있다. 꽃은 벽자색, 취산꽃차례를 이루며 꽃이 필 때는 냄새가 더욱 강하다. 꽃받침은 작은 종 모양, 화관은 깊게 5갈래, 밑은 통 모양, 끝은 입술모양, 입술 꽃잎 안쪽에 짙은 자주색 반점이 있다. 수술은 2장 웅예, 암술대와 더불어 화관 밖으로 길게 나오며, 활 모양으로 밑으로 휘어진다. 열매는 삭과이며, 9~10월경에 맺으며 네 개로 갈라지고, 종자는 길이가 약 0.4cm로 표현에 그물눈 무늬와 점이 있다. 풀 전체를 이뇨제 등에 이용한다.

## 관리 및 번식법
관리법 : 향이 좋지 않기 때문에 집과 멀리 떨어진 화단에 심는다.
번식법 : 9~10월에 익은 종자를 바로 화분에 뿌리거나 보관 후 이듬해 봄에 뿌리며 새싹이 올라오면 포기나누기를 한다.

## 쓰임새
관상용, 전초는 약용